# Aéroport de Mopah

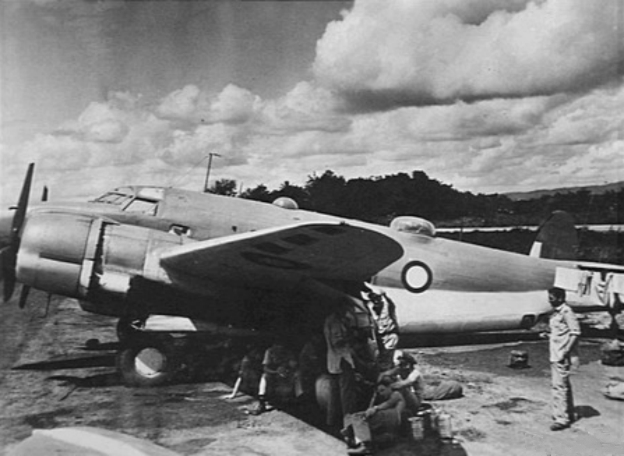
Lockheed Ventura de l'Escadron n°37 de la RAAF à la base aérienne de Mopah en 1944

L'Aéroport de Mopah est un aéroport desservant la ville de Merauke, dans la province de Papouasie, en Indonésie (code IATA : MKQ • code OACI : WAKK).

## Situation
| Banda Aceh Denpasar Pangkal · Pinang Tanjung · Pandan Djakarta-Soekarno-Hatta Bengkulu Solo Semarang Pangkalan · Bun Palangkaraya Sampit Palu Djakarta-Halim Perdanakusuma Samarinda Malang Surabaya Balikpapan Ende Kupang Komodo Gorontalo Jambi Bandar Lampung Ambon Tarakan Ternate Manado Gunung · Sitoli Medan Wamena Biak Merauke Timika Jayapura Pekanbaru Batam Tanjung · Pinang Bau-Bau Banjarmasin Makassar Palembang Bandung Pontianak Ketapang Bima Lombok Manokwari Sorong Padang Yogyakarta |

## Compagnies aériennes et  destinations
| Compagnies          | Destinations                                                  |
| ------------------- | ------------------------------------------------------------- |
| Batik Air           | Makassar-Sultan-Hasanuddin                                    |
| Garuda Indonesia    | Jayapura-Sentani, Makassar-Sultan-Hasanuddin                  |
| Lion Air            | Jayapura-Sentani                                              |
| Trigana Air Service |                                                               |
| Sriwijaya Air       | Makassar-Sultan-Hasanuddin, Jayapura-Sentani                  |
| Susi Air            | Bomakia, Ewer, Kepi, Kimam, Mindiptanah, Okaba, Senggo, Wanam |

Édité le 08/02/2018